# Canillas de Abajo
Canillas de Abajo è un comune spagnolo di 106 abitanti situato nella comunità autonoma di Castiglia e León.